# Novi Oskol
Novi Oskol - Новый Оскол (rus) - és una ciutat de l'óblast de Bélgorod, a Rússia.

## Història
Novi Oskol fou fundada el 1637 com un ostrog amb el nom de Stoiali, a la línia fronterera de Bélgorod, que aleshores era la frontera sud de l'Imperi Rus. El 1647 rebé el nom de Tsariev-Alekséiev en honor del tsar Aleix de Rússia. Però el 1655 prengué el nom de Novi Oskol a partir del riu que passa per la vila, l'Oskol, però amb el prefix novi (nou) per diferenciar-la de la vila de Stari Oskol. El 1779 rebé finalment l'estatus de ciutat.
Durant la Segona Guerra Mundial fou ocupada per la Wehrmacht el 3 de juliol del 1942 i alliberada per l'Exèrcit Roig el 28 de gener del 1943.